# Leopold Millwisch
Leopold Millwisch (* 7. November 1909 in Wien; † 14. Juni 1978 ebenda) war ein österreichischer Politiker (SPÖ).

## Leben
Nach Besuch der achtjährigen Volksschule und einer Fortbildungsschule erlernte Leopold Millwisch den Beruf des Eisendrehers. Danach war er nicht nur in seinem Beruf tätig, sondern ging auch anderen Beschäftigungen nach, darunter Glasarbeiter und Sänger.
Als Mitglied der sozialistischen Partei, er gehörte der Sozialistischen Arbeiter-Jugend an, war er Mitglied der Redaktion der Parteizeitschrift Arbeiter-Zeitung.
Im Oktober 1934 wurde Millwisch wegen seines Eintretens für die Revolutionären Sozialisten Österreichs verhaftet und im Anhaltelager Wöllersdorf interniert. Im Juni 1935 wurde er zu drei Monaten strengem Arrest verurteilt, da ihm jedoch die Untersuchungshaft angerechnet wurde, kam er kurz nach dem Urteilsspruch auf freien Fuß.
Im Dezember 1945 wurde Millwisch Mitglied des Bundesrats. Diesem gehörte er knapp sieben Jahre bis Juni 1952 an.
Gleichzeitig wurde er zum stellvertretenden Vorsitzenden des Kriegsopferverbandes gewählt.
Millwisch wurde am Neustifter Friedhof bestattet.